# Asrael – Symphonie c-moll op. 27
Die Asrael – Symphonie c-moll op. 27 Dem Andenken Antonín Dvořáks und seiner Tochter, meiner Gattin Ottilie (1905/06) ist eine Symphonie in fünf Sätzen des tschechischen Komponisten Josef Suk. 

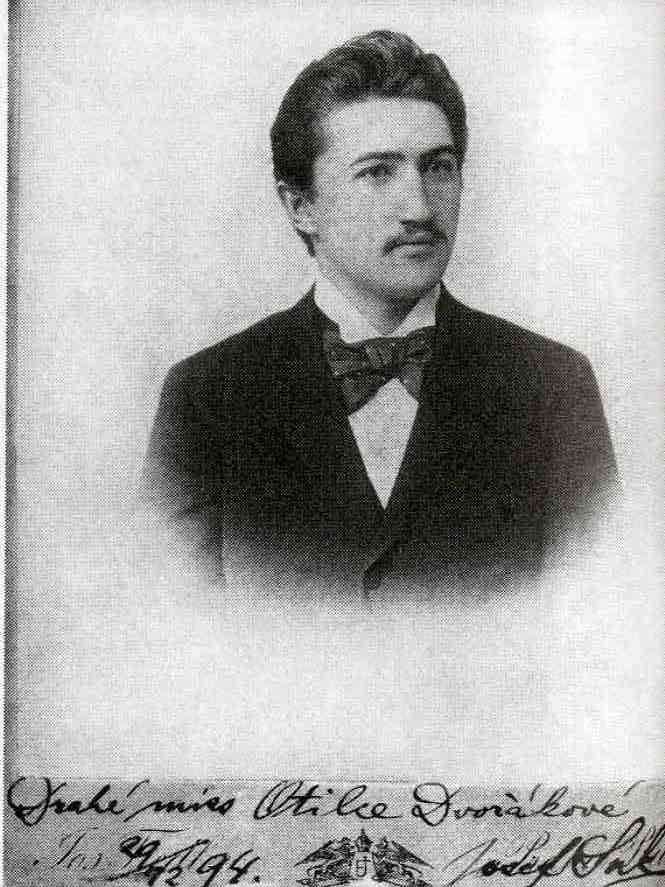
Porträt von Josef Suk mit Widmung: „An die liebe Miss Otilka Dvořáková“, 1894

## Entstehung
Suk begann mit dem Komponieren seiner Symphonie am Anfang des Jahres 1905, etwa acht Monate nach dem Tode seines Schwiegervaters Antonín Dvořák. Die Komposition wurde nach Asrael (Azrael) benannt, dem Todesengel und Träger der Seelen nach dem Tod im islamischen Glauben. Suk vollendete die Skizzen dreier Sätze in weniger als einem halben Jahr später. Am 6. Juli 1905 – Suk war inmitten seines Werkes – starb seine Ehefrau Ottilie. Obwohl das Werk als Erinnerung an das Leben und Schaffen Dvořáks konzipiert war, verwarf er nunmehr die optimistische Tonsprache für den Rest des Stückes. Suk rekapitulierte später:

„Der furchterregende Engel des Todes schlug mit seiner Sense ein zweites Mal zu. Solch ein Unglück zerstört entweder einen Menschen oder trägt alle schlafenden Kräfte in ihm an die Oberfläche. Die Musik hat mich gerettet und nach einem Jahr begann ich den zweiten Teil der Symphonie, beginnend mit einem Adagio, ein zartes Porträt von Otilka.“

Suk vollendete die Partitur am 4. Oktober 1906. Er widmete das Werk Dem Andenken Antonín Dvořáks und seiner Tochter, meiner Gattin Ottilie, besonders die letzten beiden Sätze Ottilie.
Die Symphonie wurde am 3. Februar 1907 unter der Leitung von Karel Kovařovic im Prager Nationaltheater uraufgeführt. Karel Hoffmann und Jiří Herold – Mitglieder des Böhmischen Streichquartetts, dem Suk selbst angehörte – waren bei der Premiere als Konzertmeister des Orchesters des Nationaltheaters zugegen.

## Zur Musik
Die Symphonie besteht aus fünf Sätzen:
1. Satz: Andante sostenuto
2. Satz: Andante
3. Satz: Vivace
4. Satz: Adagio
5. Satz: Adagio e maestoso

Durch das Werk zieht sich ein knappes Motiv, das zunächst kalt und unbarmherzig wirkt, am versöhnlichen Schluss aber im Stil eines feierlichen Chorals in der Ferne verklingt. Der Komponist verarbeitet in dem Stück ein Motiv seines vorherigen Werkes Pohádka op. 16, welches als „Todesmotiv“ hier große Bedeutung entwickelt. Obgleich die Symphonie Asrael Zitate aus dem Werk Dvořáks enthält, im zweiten Satz das Grundmotiv des Requiems, im Mittelteil des dritten Satzes ein Anklang an das Lied des Jägersmanns aus Rusalka, so ist der kompositorische Einfluss Dvořáks – wie er in Suks vorhergehendem Schaffen auftaucht – nicht sichtbar. Vielmehr entwickelt er seine Tonsprache in Richtung moderner polyphoner Musik und harmonischer Techniken.
Die Dauer der Aufführung beträgt ungefähr 62 Minuten.

### Besetzung
Eine Piccoloflöte, 2 Flöten, 2 Oboen, Englischhorn, 2 Klarinetten in B (A, Es), Bassklarinette, 2 Fagotte, Kontrafagott, 6 Hörner (5. und 6. Horn ad lib.), 3 Posaunen, 3 Trompeten, Tuba, Pauken, Triangel, Paar-Becken, hängendes Becken, Große Trommel, Harfe und Streicher.